# A Cartomante (1974)
A Cartomante é um filme brasileiro de 1974, do gênero drama, dirigido por Marcos Faria, com roteiro dele,Salim Miguel e Eglê Malheiros baseado no conto homônimo de Machado de Assis.

## Sinopse
No Rio de Janeiro de 1871, mulher casada mantém romance secreto com um amigo do marido. Após consultar uma cartomante que prevê final feliz para os amantes, são mortos pelo marido dela, que os flagra em adultério.